# Sequenzbruch

Sequenzbruch

Im Maschinenbau bezeichnet ein Sequenzbruch bei parallel ablaufenden Sequenzen das Verschieben des Ablaufes mindestens einer der Sequenzen (z. B. durch Auslassen eines Elements dieser Sequenz). Hierzu sind mindestens zwei Sequenzen notwendig.

## Beispiel
Bei der Fahrzeugmontage wird in den Motorraum der Motor verbaut. Die normale Folge ohne Sequenzbruch könnte sein, dass ein 1,9 TDI in ein dafür vorgesehenes Fahrzeug verbaut wird, danach folgt ein GTI Motor in das entsprechende nächste Fahrzeug.
Tritt nun ein Sequenzbruch auf, könnte der 1,9 TDI-Motor versehentlich im GTI-Fahrzeug positioniert werden.